# La filosofia perenne
La filosofia perenne (en anglès: The Perennial Philosophy) és un assaig de l'escriptor anglès Aldous Huxley, elaborat el 1945. Tracta sobre el terme filosòfic homònim amb la intenció de recopilar totes aquelles obres que el defineixen i representen al llarg de la història i de la diversitat de cultures i tradicions.